# Campionati europei di atletica leggera indoor 2021 - Salto triplo femminile
La gara di salto triplo femminile ai campionati europei di atletica leggera indoor di Toruń 2021 si è svolta il 6 e 7 marzo 2021 presso l'Arena Toruń.

## Podio
| Pos.    | Atleta          | Nazionalità |
| ------- | --------------- | ----------- |
| Oro     | Patrícia Mamona | Portogallo  |
| Argento | Ana Peleteiro   | Spagna      |
| Bronzo  | Neele Eckhardt  | Germania    |

## Record
| Record                | Record           | Record  | Record             | Record           |
| --------------------- | ---------------- | ------- | ------------------ | ---------------- |
| Record mondiale       | Yulimar Rojas    | 15,43 m | Madrid, Spagna     | 21 febbraio 2020 |
| Record europeo        | Tatyana Lebedeva | 15,36 m | Budapest, Ungheria | 6 marzo 2004     |
| Record dei campionati | Ashia Hansen     | 15,16 m | Valencia, Spagna   | 28 febbraio 1998 |

## Programma
| Data         | Ora   | Turno          |
| ------------ | ----- | -------------- |
| 6 marzo 2021 | 12:05 | Qualificazione |
| 7 marzo 2021 | 17:20 | Finale         |

## Risultati

### Qualificazione
Qualificazione: le atlete che raggiungono la misura di 14,10 m (Q) o le migliori 8 (q) avanzano alla finale
| Posizione | Atleta                 | Nazionalità | 1ª prova | 2ª prova | 3ª prova | Risultato | Note                          |
| --------- | ---------------------- | ----------- | -------- | -------- | -------- | --------- | ----------------------------- |
| 1         | Patrícia Mamona        | Portogallo  | 14,43    |          |          | 14,43     | Q                             |
| 2         | Paraskevi Papachristou | Grecia      | 14,39    |          |          | 14,39     | Q                             |
| 3         | Senni Salminen         | Finlandia   | 13,92    | 14,22    |          | 14,22     | Q                             |
| 4         | Neele Eckhardt         | Germania    | 14,12    |          |          | 14,12     | Q                             |
| 5         | Ana Peleteiro          | Spagna      | 13,82    | 14,10    |          | 14,10     | Q                             |
| 6         | Neja Filipič           | Slovenia    | 13,85    | 14,09    | –        | 14,09     | q                             |
| 7         | Kristiina Mäkelä       | Finlandia   | 14,09    | x        | –        | 14,09     | q                             |
| 8         | Viyaleta Skvartsova    | Bielorussia | 13,67    | 13,99    | 13,97    | 13,99     | q                             |
| 9         | Ottavia Cestonaro      | Italia      | x        | 13,90    | x        | 13,90     | Miglior prestazione personale |
| 10        | Hanna Minenko          | Israele     | 13,37    | 13,73    | 13,69    | 13,73     |                               |
| 11        | Spiridoula Karidi      | Grecia      | 13,69    | x        | 11,81    | 13,69     |                               |
| 12        | Florentina Iusco       | Romania     | 13,65    | x        | 13,20    | 13,65     |                               |
| 13        | Tuğba Danışmaz         | Turchia     | 13,44    | 13,56    | 13,35    | 13,56     |                               |
| 14        | Diana Zagainova        | Lituania    | 13,45    | 13,55    | 13,06    | 13,55     |                               |
| 15        | Jessie Maduka          | Germania    | x        | x        | 13,50    | 13,50     |                               |
| 16        | Iryna Vaskouskaya      | Bielorussia | 13,03    | 13,21    | 13,30    | 13,30     |                               |

### Finale
| Posizione | Atleta                | Nazionalità | 1ª prova | 2ª prova | 3ª prova | 4ª prova | 5ª prova | 6ª prova | Risultato | Note                                     |
| --------- | --------------------- | ----------- | -------- | -------- | -------- | -------- | -------- | -------- | --------- | ---------------------------------------- |
| Oro       | Patrícia Mamona       | Portogallo  | 14,35    | 14,38    | 14,53    | x        | 14,29    | x        | 14,53     | Record nazionale                         |
| Argento   | Ana Peleteiro         | Spagna      | 13,98    | x        | x        | 14,34    | 14,19    | 14,52    | 14,52     | Miglior prestazione personale stagionale |
| Bronzo    | Neele Eckhardt        | Germania    | 14,08    | 14,18    | 14,52    | x        | x        | x        | 14,52     | Miglior prestazione personale            |
| 4         | Viyaleta Skvartsova   | Bielorussia | x        | x        | 13,55    | 14,35    | 13,97    | 13,89    | 14,35     |                                          |
| 5         | Paraskevi Papahristou | Grecia      | 14,27    | 14,31    | 14,20    | 13,91    | x        | x        | 14,31     |                                          |
| 6         | Kristiina Mäkelä      | Finlandia   | 14,23    | x        | 13,94    | 13,84    | x        | 14,11    | 14,23     | Miglior prestazione personale stagionale |
| 7         | Senni Salminen        | Finlandia   | 14,06    | 14,14    | x        | x        | 14,12    | x        | 14,14     |                                          |
| 8         | Neja Filipič          | Slovenia    | 13,78    | 14,02    | 13,74    | 13,74    | 13,86    | x        | 14,02     |                                          |